# 稲本志良
稲本 志良（いなもと しろう、1941年 - ）は、日本の農業経済学者。京都大学名誉教授。元地域農林経済学会会長。元日本農業経営学会会長。

## 人物・経歴
鹿児島県生まれ。1964年大阪府立大学農学部卒業。1967年京都大学大学院農学研究科博士課程中退。京都大学大学院農学研究科教授、龍谷大学経済学部教授、地域農林経済学会会長、日本農業経営学会会長、農業会計研究会会長、日本農業普及学会会長などを歴任した。京都大学名誉教授。地域農林経済学会学会賞特別賞、日本農業経営学会学会賞学術賞受賞。 

## 著書
- 『農業の技術進歩と家族経営』大明堂 1987年
- 『新しい担い手・ファームサービス事業体の展開 : 徳島県の挑戦』農林統計協会 1996年
- 『地域農業の活性化戦略を問う : 21世紀を見据えて』家の光協会 1998年
- 『農業経営発展と投資・資金問題』（辻井博と共編著）富民協会 2000年
- 『農業会計の新展開』（松田藤四郎と共編著）農林統計協会 2000年
- 『アグリビジネス』（河合明宣と共編著）放送大学教育振興会 2002年
- 『アグリビジネスと農業・農村 : 多様な生活への貢献』（桂瑛一, 河合明宣と共編著）放送大学教育振興会 2006年
- 『アグリビジネスの新たな展開 : 豊かな食生活への貢献』（河合明宣と共編著）放送大学教育振興会 2010年